# Assassinato de Nicholas Markowitz
Nicholas Samuel "Nick" Markowitz (19 de setembro de 1984 - 9 de agosto de 2000) foi um adolescente norte-americano que foi sequestrado e assassinado com 15 anos depois de uma briga de dinheiro de drogas entre o seu meio-irmão Benjamin Markowitz e Jesse James Hollywood. Markowitz morava na área de West Hills em Los Angeles, Califórnia com sua mãe Susan e seu pai Jeff.

## Sequestro e assassinato
A briga entre Benjamin Markowitz, meio-irmão de Nicholas, e Jesse James Hollywood, um traficante de drogas da classe média, começou quando Hollywood cobrou U$1,200 dólares de Markowitz. Em 6 de agosto de 2000, Hollywood, Jesse Rugge, e William Skidmore decidiram confrontar Benjamin. No entanto, no caminho para vê-lo, viram Nicholas Markowitz andando na calçada, fugindo da sua casa. Hollywood e sua gangue decidiram sequestrar Nicholas para cobrar de Benjamin. Eles perseguiram, bateram, e abduziram Nicholas, e depois escaparam com uma van.
Quando Hollywood e sua gangue informaram Nicholas o motivo pelo qual pegaram-no, ele ficou em pânico inicialmente. No entanto, depois de Hollywood oferecer drogas e álcool a Nicholas, ele se sentiu parte do grupo. Hollywood e sua gangue então pegaram Brian Affronti (outro amigo de Hollywood) então eles dirigiram para Santa Barbara, Califórnia e viajaram para várias festas caseiras.  Relatos indicam que muitas testemunhas - parentes e adolescentes - viram o grupo junto mas não perceberam nada errado. No entanto, 32 testemunhas sabiam que ele era refém (alguns chamavam ele de "Stolen Boy", em português, "Garoto Roubado"), eles não notificaram a polícia, pois Nicholas aparentava estar seguro e se divertindo.
Nicholas e Rugge viajaram até um motel em Santa Barbara, Califórnia, o Lemon Tree. Enquanto estavam no motel, a gangue deu uma outra festa na área da piscina do hotel onde Nicholas fez amizade com uma garota de 19 anos. Depois da festa, membros da gangue de Jesse acreditavam que o garoto seria liberada. Ao invés disso, Hollywood chamou Ryan Hoyt, um membro da gangue de Jesse que devia U$200 dólares para ele, para "tomar conta" de Nicholas, dando uma pistola semi-automática TEC-9. O assassinato ocorreu nas montanhas de Santa Ynez, perto da estrada West Camino Cielo, norte de Goleta, Califórnia.
Hoyt e Jesse Rugge prenderam as mãos de Nicholas e cobriram sua boca com fita adesiva. Hoyt então bateu na cabeça de Nicholas com uma pá, nocauteando-o para uma cova rasa. Hoyt atirou em Nicholas nove vezes com a pistola de Hollywood e os membros da gangue tentaram esconder a arma entre as pernas do corpo de Nicholas e cobriram seu corpo com areia e ramos. No entanto, a cova era muito rasa e perto da popular "Trilha da Boca do Lagarto" (em inglês, Lizard's Mouth Trail), e o corpo de Nicholas foi encontrado em 12 de agosto de 2000. Ryan Hoyt, Jesse Rugge, William Skidmore, e Graham Pressley foram todos presos.

## Resultado legal
- Ryan Hoyt: 21 anos na época do assassinato, foi acusado de assassinato em primeiro grau. Seu julgamento começou em outubro de 2001 e terminou em novembro do mesmo ano. Ele foi condenado em 21 de novembro de 2001 e foi sentenciado a morte em 9 de dezembro de 2001.[3]
- Jesse Rugge: 20 anos na época do assassinato, foi acusado de auxiliar no sequestro e assassinato de Nicholas Markowitz. Ele foi condenado por sequestro em 2002 e foi sentenciado prisão perpétua com possível direito a liberdade condicional. O pedido de liberdade condicional foi negado em 2006.[4] Em 2 de julho de 2013, Rugge conseguiu sua liberdade condicional. Em 24 de outubro de 2013, Rugge foi solto da prisão e está em liberdade condicional, depois de passar 11 anos na prisão por sequestro.
- William Skidmore: 20 anos na época do assassinato. Foi condenado por sequestro e roubo. Em setembro de 2002, foi condenado a 9 anos na prisão.[5] Skidmore foi solto em abril de 2009.[6]
- Graham Pressley: 17 anos na época do assassinato. Foi julgado duas vezes. Em julho de 2002, ele foi absolvido da acusação de sequestro e, em relação ao assassinato, o juiz não conseguiu chegar a um veredito (Pressley ganhou de 8 votos a 4 por sua inocência). Em outubro de 2002, ele foi julgado novamente e acusado de assassinato em segundo grau. Pressley ajudou a cavar a cova rasa de Nicholas. Pressley ficou encarcerado na California Youth Authority até completar 25 anos em 2007.[7] Ele então foi solto.[8]

- Jesse James Hollywood: 20 anos na época do assassinato, não estava presente na cena do crime mas foi julgado culpado por ter ordenado o crime. Ele imediatamente fugiu da cidade, mas foi preso cinco anos depois em Saquarema, Brasil com sua namorada grávida Marcia Reis.[9] Em 2009, foi condenado por assassinato em primeiro grau e sequestro, foi sentenciado a prisão perpétua sem possibilidade de liberdade condicional.[10]

- Além dos casos criminais, a família de Nicholas ganhou U$11,2 milhões de dólares em 2003 contra os sequestrados e assassinos, bem como as pessoas secundárias incluindo o amigo que emprestou a van usada no sequestro e os donos de algumas casas onde Nicholas foi preso contra sua vontade.[11]

## Alpha Dog
O filme Alpha Dog foi baseado nos eventos que levaram a morte de Nicholas Markowitz. Foi dirigido por Nick Cassavetes e foi lançado em 2006. Markowitz foi retratado como "Zack Mazursky" no filme e atuado por Anton Yelchin.

## Ligação externa
- Memorial dedicado a Nicholas Markowitz
- Report about the murder of Nicholas Markowitz no Wayback Machine (arquivado em 17 de dezembro de  2007) no Los Angeles Police Department (LAPD)
- Perfil do caso no America's Most Wanted
- Jesse James Hollywood, traficante de droga, assassinato e fugitivo na Crime library